# مارکوس لئوناردو
مارکوس لئوناردو (به انگلیسی: Marcos Leonardo؛ زادهٔ ۲ مهٔ ۲۰۰۳) بازیکن فوتبال اهل برزیل است که در پست مهاجم برای باشگاه الهلال در لیگ حرفه‌ای عربستان بازی می‌کند.
از باشگاه‌هایی که در آن بازی کرده‌است می‌توان به باشگاه فوتبال سانتوس اشاره کرد.
وی همچنین در تیم‌های ملی فوتبال زیر ۱۷ سال برزیل و زیر ۲۰ سال برزیل بازی کرده‌است.

## دوران ملی
مارکوس لئوناردو بازیکن تیم ملی فوتبال زیر ۱۷ سال برزیل بود و در مسابقات مونتایگو ۲۰۱۹ و مسابقات توسعه یوفا بازی کرد. در ۱۲ فوریه ۲۰۲۱، به همراه هم‌تیمی‌اش در سانتوس، رنیر، به تیم ملی فوتبال زیر ۱۸ سال برزیل دعوت شد.

## زندگی شخصی
پدر مارکوس لئوناردو معروف به مارکوس کورینگا نیز یک فوتبالیست و یک مهاجم بود. با این حال، او فقط در مسابقات آماتوری در زادگاهش باهیا حضور داشت.